# H. Beam Piper
Henry Beam Piper (n. 23 martie 1904, Altoona⁠(d), Pennsylvania, SUA – d. 6 noiembrie 1964, Williamsport⁠(d), Pennsylvania, SUA) a fost un scriitor american de literatură științifico-fantastică. A scris multe povestiri și câteva romane. El este cel mai bine cunoscut pentru seria sa extinsă de povestiri de istorie a viitorului Terro-Human (sub-seriile Federation și Fuzzy) și seria mai scurtă de povestiri de istorie alternativă Paratime Police.